# 達洛亞
達洛亞（Daloa）是西非國家科特迪瓦的城市，也是上薩桑德拉區的首府，位於首都雅穆蘇克羅以西，2010年人口248,120，是全國第三大城市，次於阿比讓和布瓦凱。